# Luís Carlos Prestes

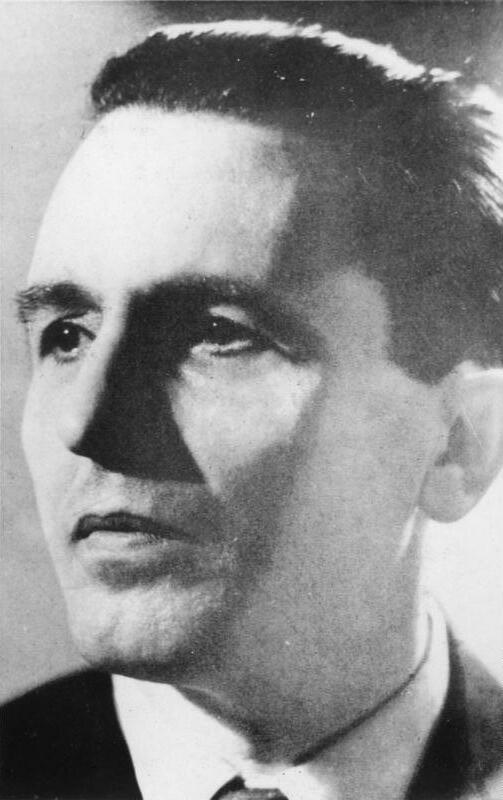
Luís Carlos Prestes

Luís Carlos Prestes (Porto Alegre, 3 januari 1898 – Rio de Janeiro, 7 maart 1990) was een Braziliaans militair en communist.
Luís Prestes volgde een militaire opleiding waarbij hij de rang van kolonel bereikte. Prestes nam in 1922 deel aan de zogenaamde kolonelsopstand. Prestes (een soort voorloper van Che Guevara) groeide uit tot de leider van de opstand. De kolonelsopstand, die links georiënteerd was, werd spoedig door het regeringsleger onderdrukt. Prestes en de andere opstandelingen vluchtten daarop de jungle in en begonnen aan een 'Lange Mars.' Tijdens hun 'Lange Mars' verkregen zij steun van ongeveer 8% van de plattelandsbevolking. Hoewel de kolonelsopstand was mislukt, luidde zij wel een beleid van sociale hervormingen in in Brazilië.
In 1926 begon Prestes het marxisme te bestuderen. Na de staatsgreep van de militairen die Getúlio Vargas aan de macht bracht, ging Prestes in ballingschap en werd een revolutionair socialist en marxist. Prestes werd de leider van de Aliança Nacional Libertadora (ANL), dat ontstond uit communisten, radicale socialisten en linkse intellectuelen. In 1935 deed de ANL een mislukte greep naar de macht en werd daarna door president Vargas verboden. Prestes en andere leden van de ANL vluchtten daarna de jungle in. Vargas liet daarop Prestes en zijn joodse vrouw, Olga Benário arresteren en liet haar naar Duitsland deporteren, waar zij terechtkwam in een concentratiekamp, waar zij uiteindelijk stierf. Prestes belandde in de gevangenis.
In augustus 1945, toen Vargas zijn regime als niet-fascistisch wilde presenteren aan het buitenland (onder andere aan de Verenigde Staten van Amerika), liet hij politieke gevangenen, waaronder Prestes, vrij. Prestes gaf meteen na zijn vrijlating commentaar op het beleid van Vargas: "Vargas is erg flexibel, wanneer het in de mode is om fascist te zijn, is hij fascist, wanneer het in de mode is om democraat te zijn, is hij democraat."
Tijdens het bewind van de schoonzoon van Vargas, president João Goulart - die ironisch genoeg de steun genoot van de communisten - zat Prestes opnieuw gevangen (1961-1964). Na zijn vrijlating werd hij voorzitter van de Braziliaanse Communistische Partij (BCP) en voerde hij een pro-Sovjet koers. In de jaren zestig scheidde de maoïstische groep binnen de BCP zich af en stichtte de Communistische Partij van Brazilië (PCdoB).
Prestes keerde zich in zijn latere leven tegen een militaire opstand tegen de regering en geloofde niet meer in geweld om een doel te bereiken. In de jaren tachtig verliet Prestes de BCP, maar bleef een marxist.
Hij overleed in Rio de Janeiro op 92-jarige leeftijd.
- Biblioteca Nacional de España: XX1189786
- Bibliothèque nationale de France: cb11941270n (data)
- Gemeinsame Normdatei: 119056348
- International Standard Name Identifier: 0000 0001 1821 9850
- Library of Congress Control Number: n80132796
- Nationale Bibliotheek van Letland: 000065913
- Nationale Bibliotheek van Tsjechië: xx0001924
- Nationale Bibliotheek van Israël: 987007266877705171
- Nederlandse Thesaurus van Auteursnamen: 072507810
- Système universitaire de documentation: 06726977X
- Virtual International Authority File: 100384144
- WorldCat: E39PBJrgGmWyQ3RCcbxDV49MT3